# لوسيتانيون

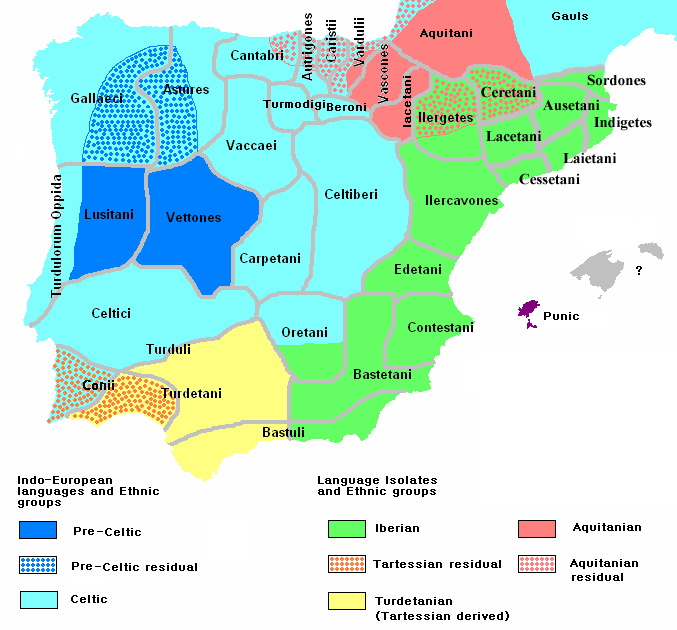

اللوستيان (باللاتينية: Lusitani) هم شعب هندوــ أوروبي كانوا يعيشون في شبه الجزيرة الايبيرية في منطقة لوسيتانيا قبل أن تصبح مقاطعة رومانية.